# Dehaasia paradoxa
Dehaasia paradoxa är en lagerväxtart som beskrevs av Carl Ludwig von Blume. Dehaasia paradoxa ingår i släktet Dehaasia och familjen lagerväxter. Inga underarter finns listade i Catalogue of Life.